# 石津悠
石津悠（いしづ ゆう、女性、1992年1月18日 - ）は日本の女優・ダンサー。
茨城県出身。CHELSEA所属。

## 出演

### 映画
- second coming（2008年、吉田雄一郎監督） - 天沢アキ 役
- つるかめのように（2009年、手塚悟監督）

### 舞台
- 赤毛のアン（2005年6月 - 7月、生命のコンサート音楽劇） - ダイアナ 役

### CM
- ユニクロ 「UNIQLOCK×DRY PORO SHIRTS」（2007年6月 - 9月）
- ユニクロ 「UNIQLOCK×CASHMERE」（2007年10月 - ）
- コニカミノルタ 有機EL照明TVCM「CHANGE」篇（2008年9月 - ）

### PV
- 東京事変「閃光少女」（2007年）
- 童子-T「キミの夢 feat.TAKA from DEEP」（2010年）